# Dev Mohan
Dev Mohan (17 de septiembre de 1992) es un actor y modelo indio que trabaja en el cine Malayalam. Sus obras incluyen las películas Sufiyum Sujatayum y Panthrandu. En 2023, hizo su debut en el cine Telugu con la película dramática mitológica Shaakuntalam.

## Trayectoria
Dev Mohan nació el 18 de septiembre de 1992 en Thrissur, Kerala.[Se eduó en la Escuela Secundaria Técnica de Thrissur. Después de estudiar Ingeniería Mecánica en la Academia de Ciencia y Tecnología Vidya, Thrissur. Allí comenzó su carrera como modelo. En 2016, participó en el Peter England Mr. India 2016 realizado en Mumbai y fue finalista en él. En 2020 se casó con su novia de mucho tiempo, Rajina.
En 2020, Dev Mohan apareció como el papel principal de Sufi, en la película Sufiyum Sujatayum que se estrenó en Amazon Prime. Fue seleccionado para el papel a través de una audición dirigida por el equipo. Después de la audición, pasó dos años de preparación para el papel de aprendizaje árabe y danza sufí.Tardó nueve meses en perfeccionar el termolino sufí. Lohesh Balachandran de The India Today escribió que: "El crédito de la película va tanto al director como a los actores principales, Dev Mohan y Aditi Rao Hydari, que se meten en sus papeles con elan"Se le reconoció esta película.
Después de eso, hizo otra película en malayalam, Pulli. En 2021 fue seleccionado para interpretar a Dushyanta en la película en telugu Shaakuntalam junto a Samantha. La película se estrenó el 14 de abril de 2023. En 2022, apareció en la película en malayalam Panthrandu, que fue su primera película en estrenarse en los cines. Con respecto a su papel, un crítico señaló que "Dev Mohan, se ve bien en este thriller de acción, pero no toca la cuerda que hizo en su papel romántico debut en Sufiyum Sujathayum".

## Filmografía

### Películas
| Año  | Película          | Rol              | Notas                                         | Ref. |
| ---- | ----------------- | ---------------- | --------------------------------------------- | ---- |
| 2020 | Sufiyum Sujatayum | Sufí             | Publicado en Amazon Prime                     |      |
| 2021 | inicio            | Estrella de cine | Apariencia de cameo Publicado en Amazon Prime |      |
| 2022 | Panthrandu        | Immanuel         |                                               |      |
| 2023 | Shaakuntalam      | Dushyanta        | Película en telugu                            |      |
| 2023 | Valatty           | Anand            | Apariencia de cameo                           |      |
| 2023 | Pulli             |                  |                                               |      |
| TBA  | Arco iris †       | TBA              | Película en telugu Filmación                  |      |
| TBA  | Parakramam †      | TBA              | Filmación                                     |      |

### Cortometrajes
| Año  | Película   | Rol               | Ref. |
| ---- | ---------- | ----------------- | ---- |
| 2021 | zambullida | Aspirante al cine |      |

## Premios y nominaciones
| Año  | Premio                                                  | categoría                         | Película          | Resultado      | Ref. |
| ---- | ------------------------------------------------------- | --------------------------------- | ----------------- | -------------- | ---- |
| 2020 | 10o Premios Internacionales de Cine del Sur de la India | Mejor actor debutante (Malayalam) | Sufiyum Sujatayum | won surcoreano |      |
| 2020 | Premios Samayam Movie                                   | Mejor actor debutante             | Sufiyum Sujatayum | Nominado       |      |
| 2022 | 67o Premios Filmfare Sur                                | Mejor debut masculino - Malayalam | Sufiyum Sujatayum | won surcoreano |      |